# Mata dezynfekcyjna
Mata dezynfekcyjna (dezynfekująca, odkażająca) – mata służąca do dezynfekcji kół pojazdów oraz obuwia. Maty dezynfekcyjne najczęściej stosowane są na wjazdach i wejściach do ferm, obiektów inwentarskich, firm farmaceutycznych oraz firm przetwórstwa spożywczego.  Podstawowym zadaniem mat dezynfekcyjnych jest zabezpieczanie obiektu przed wniesieniem na jego teren groźnych wirusów, bakterii oraz chorób.

## Zastosowanie mat dezynfekcyjnych

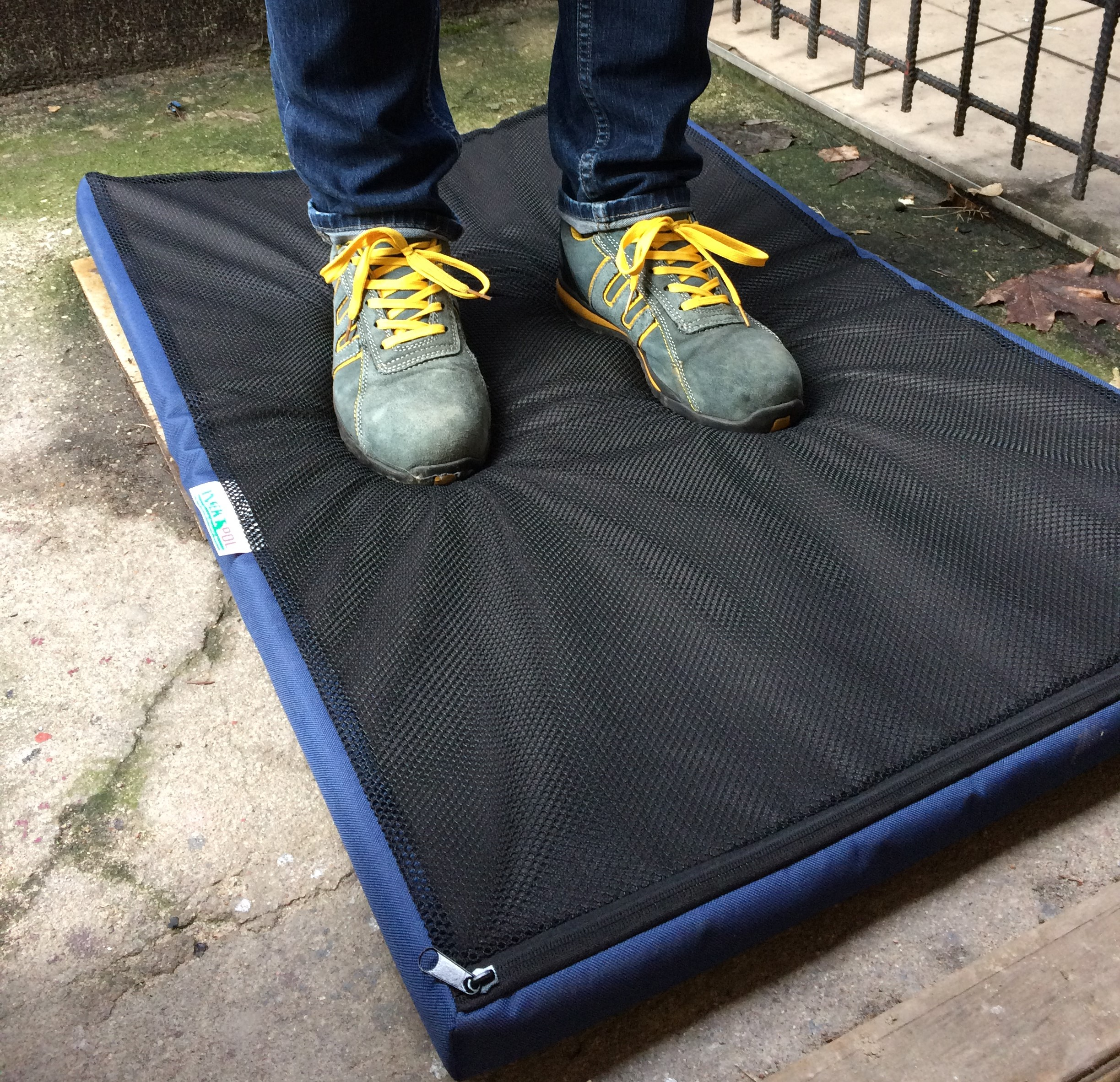
Mata dezynfekcyjna (przejściowa)

Maty dezynfekcyjne są  stosowane w walce z wirusem afrykańskiego pomoru świń (ASF). Hodowcy trzody stosują je do zabezpieczenia chlewni oraz budynków gospodarczych. Zabezpieczenie gospodarstwa poprzez wyłożenie mat dezynfekcyjnych to jedna podstawowych zasad bioasekuracji w walce z ASF. Ze względu na zastosowanie maty dezynfekcyjne możemy podzielić na dwie kategorie:
- Maty dezynfekcyjne przejściowe (stosowane do dezynfekcji butów przed wejściami do budynków/obiektów)
- Maty dezynfekcyjne przejazdowe (stosowane do dezynfekcji kół pojazdów).

Maty dezynfekcyjne należy regularnie uzupełniać środkami dezynfekcyjnymi takimi jak Virkon S, Virex lub Dezynfektol B, aby spełniały one swoje zadanie.